# Pachybrachis testaceus
Pachybrachis testaceus là một loài bọ cánh cứng trong họ Chrysomelidae. Loài này được Perris miêu tả khoa học năm 1865.